# 布列塔妮·塞萬提斯
布列塔妮·瑪麗亞·塞萬提斯（英語：Brittany Marya Cervantes，1990年7月3日—）是一名出生於美國加利福尼亞州的壘球選手，司職工具人。她曾隨墨西哥隊參加2018年中美洲及加勒比海運動會，結果獲得銀牌。

## 外部連結
- 布列塔妮·塞萬提斯的X（前Twitter）
- 布列塔妮·塞萬提斯的Instagram帳戶